# Face of Beauty International 2016
La 5.ª edición  de Face of Beauty International, correspondiente al año 2016; tuvo lugar el 8 de octubre en el The Corporate Hotel & Convention Centre de la ciudad de Ulán Bator, Mongolia. Candidatas de 47 países y territorios autónomos compitieron por el título. Al final del evento Gisela Yeraldi Barraza – Face of Beauty International 2015 – de México, coronó a Alena Raeva, de Rusia, como su sucesora.

## Resultados
| Posiciones                        | Candidata |
| --------------------------------- | --- |
| Face of Beauty International 2016 | - Rusia - Alena Raeva |
| Primera Finalista                 | - Zambia - Brandina Kaonga Lubuli |
| Segunda Finalista                 | - Filipinas - Princess Edelyn Veliganio |
| Tercera Finalista                 | - Mongolia - Urangoo Enkhtaivan |
| Cuarta Finalista                  | - Portugal - Natália Pereira |
| Top 10                            | - China - Mi Tian - Egipto - Hager Saad Eldin - Malasia - Jun Jane Teoh - Mónaco - Sandra Françoise Pierson - Paraguay - Milagros Anahí Estigarribia                             |
| Top 16                            | - Bélgica - Camille Späth - Finlandia - Hanna Päivärinta - Hungría - Nikolett Rudolf - Myanmar - Chuu Thaint Myat - Siberia - Lyubov Kisterskaya - Sri Lanka - Wimansha Dusanthi |

### Teen Face of Beauty International
| Posiciones                             | Candidata                    |
| -------------------------------------- | ---------------------------- |
| Teen Face of Beauty International 2016 | - Myanmar - Chuu Thaint Myat |

## Premios Especiales
| Título                      | Candidata                                |
| --------------------------- | ---------------------------------------- |
| I AM ME                     | - Nueva Zelanda - Ayla Sutherland        |
| Embajadora de Turismo       | - Paraguay - Milagros Anahí Estigarribia |
| Mejor en Deportes           | - Mónaco - Sandra Françoise Pierson      |
| Mejor en Entrevista         | - Rusia - Alena Raeva                    |
| Mejor en Talento            | - Mongolia - Urangoo Enkhtaivan          |
| Mejor en Traje Nacional     | - Filipinas - Princess Edelyn Veliganio  |
| Mejor en Traje de Baño      | - Zambia - Brandina Kaonga Lubuli        |
| Mejor en Traje de Noche     | - Mongolia - Urangoo Enkhtaivan          |
| Miss Fotogénica             | - Japón - Emiri Tsukui                   |
| Miss Simpatía               | - Siberia - Lyubov Kisterskaya           |
| Premio a la Caridad         | - Suiza - Carolina Frias                 |
| Premio Popularidad en Línea | - Filipinas - Princess Edelyn Veliganio  |

- Nota: Ganadoras según la página web oficial del concurso y referencias externas.[2]

## Historia
Para la edición de este año se disputaron la candidatura para ser sede del concurso varios países entre los que destacan: Nueva Zelanda, Australia, Taiwán y Mongolia; finalmente la presidenta de la organización Face of Beauty International Ltd. – Mila Manuel – eligió a Mongolia como sede de la edición de 2016 y a la bella ciudad de Ulán Bator diciendo estas palabras:

"Damas y caballeros, las organizaciones visitantes y los turistas quieren comprender la herencia de Mongolia. Porque Mongolia tiene mucha historia y una rica cultura"

Entre el 27 de septiembre y el 9 de octubre de 2016, las chicas más bellas del mundo de alrededor de 60 países – que inicialmente ofrecieron su candidatura – llegarían a Ulán Bator por primera vez para participar en el Face of Beauty International 2016; con el objetivo de promover Mongolia en todo el mundo, atraer a más turistas al país y lo más importante, llevar a la comunidad mundial un llamado a la salvación y protección del oso Mazaalai.
La organización general del evento fue concedida a la Asociación de Belleza del "Miss Mongolia", en manos de J.Ankhbayar. El evento contará no solo con la participación de las candidatas, sino con una delegación de alrededor de 300 personas. Los canales de televisión de más de 10 países y YouTube notificaron su respaldo para la transmisión de la final del concurso.

### Eventos especiales

#### Mejor en Traje Nacional
La noche del 1 de octubre se llevó a cabo por primera vez en el concurso, la presentación de los trajes nacionales de cada una de las candidatas en un evento totalmente independiente; cada traje fue diseñado para representar los hermosos elementos del patrimonio cultural de cada país. En esta presentación fueron elegidos 15 trajes nacionales por un panel de jueces: Portugal, Tailandia, Nueva Zelanda, Zambia, China, Estados Unidos, Kazajistán, Egipto, Myanmar, Filipinas, Rusia, Sri Lanka, España, Mongolia y Corea del Sur. La ganadora de este certamen automáticamente pasó al Top 16 de la competencia y fue anunciado la noche final del concurso. El evento fue transmitido en vivo por el canal de televisión Ulaanbaatar Broadcasting System (UBS).

#### Mejor en Talento
La noche del 2 de octubre se llevó a cabo, al igual que el mejor traje nacional, la presentación individual de los talentos de cada una de las candidatas en la Plaza de Séul de Ulán Bator. La competencia de talentos fue muy variada, mostrando números de baile tradicionales modernos, otras habilidades de canto y hasta magia. Basados en las actuaciones de las concursantes, los jueces obtuvieron 15 semifinalistas para la competencia, entre las que estaban las delegadas de: Honduras, China, Estados Unidos, Kosovo, Portugal, España, Samoa, Mónaco, Mongolia, Hungría, Egipto, Kazajistán, Sri Lanka, Rusia y Moldavia; para finalmente nombrar al Top 5 en esta categoría, recayendo en las candidatas de: China, Portugal, España, Mongolia y Kazajistán; quienes se presentaron en vivo durante la noche de coronación y se anunció a la ganadora.

### Jueces de la competencia final
- Mila Manuel - fundadora y CEO de Face of Beauty International.[7]
- J. Ankhbayar - organizador del evento en Mongolia y presidente de la Asociación de Belleza del "Miss Mongolia".[7]
- Valeria Lukyanova - ganadora del Miss Diamond Crown of the World 2007, modelo, cantante, actriz y bailaria.[8] Adicionalmente se presentó en vivo interpretando una de sus canciones la noche de la gala final.[9]
- P. Nyukin - figura pública de Mongolia.[7]
- Dalman Karman - ganadora del Face of Beauty International 2015.[7]
- Neilymarie Soto - ganadora del Miss Teen Face of Beauty International 2015.[7]
- Pawee Ventura - fundador del portal de belleza Missosology.[10]

## Candidatas
47 candidatas compitieron por el título:
(En la tabla se utiliza su nombre completo, los sobrenombres van entrecomillados y los apellidos utilizados como nombre artístico, entre paréntesis; fuera de ella se utilizan sus nombres «artísticos» o simplificados).
| País/Territorio | Candidata                         |
| --------------- | --------------------------------- |
| Altái           | Miroslava Kvashnina               |
| Argentina       | Fiorela Anael Hengemuhler         |
| Australia       | Eedi Jennar                       |
| Bélgica         | Camille Späth                     |
| Bielorrusia     | Viktoryia Labach                  |
| Canadá          | Kaylea Smith-Appleton             |
| China           | Mi Tian                           |
| Corea del Sur   | Yun Min-Yi                        |
| Crimea          | Kesniya Shumaeva                  |
| Ecuador         | Jannet García                     |
| Egipto          | Hager Saad Eldin                  |
| Eslovaquia      | Zsófia Czibor                     |
| España          | Marta Sánchez De Nieva            |
| Estados Unidos  | Joann Imosi Emale                 |
| Estonia         | Kelly Kangur                      |
| Filipinas       | Princess Edelyn Veliganio         |
| Finlandia       | Hanna Päivärinta                  |
| Guam            | Princess Sia Paloma               |
| Honduras        | María Fernanda Amador             |
| Hungría         | Nikolett Rudolf                   |
| India           | Sonia Singh Raghav                |
| Jakasia         | Darya Furshtein                   |
| Japón           | Emiri Tsukui                      |
| Kazajistán      | Symbat Seiilkhanova               |
| Kirguistán      | Gulbanu Madiyarova                |
| Kosovo          | Qëndresa Azemi                    |
| Malasia         | Jun Jane Teoh                     |
| Moldavia        | Anastasiia Ogneva                 |
| Mónaco          | Sandra Françoise Pierson          |
| Mongolia        | Urangoo Enkhtaivan                |
| Myanmar         | Chuu Thaint Myat                  |
| Nigeria         | Jolly Yahaya                      |
| Nueva Zelanda   | Ayla Sutherland                   |
| Paraguay        | Milagros Anahí Estigarribia       |
| Portugal        | Natália Pereira                   |
| Puerto Rico     | Paola Michelle Rivas              |
| Rusia           | Alena Raeva                       |
| Sajá            | Yelena Smirnova                   |
| Samoa           | Josephine Mafoa                   |
| Siberia         | Lyubov Kisterskaya                |
| Singapur        | Vanessa Tan                       |
| Sri Lanka       | Wimansha Dusanthi                 |
| Suecia          | Julia Emilie Persson              |
| Suiza           | Carolina Frias                    |
| Tailandia       | Chanidphuk Surasubmanee           |
| Tonga           | Dierdre Victoria Felicity Corbett |
| Zambia          | Brandina Kaonga Lubuli            |

### Candidatas retiradas
- Ghana - Verónica Sarfo Adu Nti
- Grecia - Chrysa Plavou Mpalatsouka
- Haití - Emmanuela Israel
- México - Andrea Saenz
- Papúa Nueva Guinea - Queenie Swarbrick

## Datos acerca de las delegadas
- Algunas de las delegadas de Face of Beauty International 2016 participaron en otros certámenes internacionales de importancia:
  - Camille Späth (Bélgica) participó sin éxito en Miss Internet Juniors France 2013 y Top Model of the World 2016.
  - Kelly Kangur (Estonia) fue cuarta finalista en Miss Eurasia 2015 y participó sin éxito en Miss Intercontinental 2018.
  - Princess Edelyn Veliganio (Filipinas) participó sin éxito en Miss Globe Internacional 2014.
  - Princess Sia Paloma (Guam) participó sin éxito en Supermodel Internacional 2015 representando a Islas Marianas del Norte.
  - Qëndresa Azemi (Kosovo) participó sin éxito en Miss Suisse Francophone 2016.
  - Sandra Françoise Pierson (Mónaco) participó sin éxito en Miss Europa Mundo 2015 y Miss Charity Queen of One Power 2015, en estos certámnes representando a Francia.
  - Alena Raeva (Rusia) fue cuartofinalista en Miss Eco Internacional 2016.
  - Brandina Kaonga Lubuli (Zambia) participó sin éxito en Miss Internacional 2015.

## Sobre los países en Face of Beauty International 2016

### Naciones debutantes
| - Altái - Crimea - Ecuador - Egipto - Eslovaquia - España - Honduras | - Jakasia - Kazajistán - Kirguistán - Moldavia - Mónaco - Sajá - Zambia |

### Naciones que regresan a la competencia
Compitieron por última vez en 2013:
- China
- Nigeria

Compitieron por última vez en 2014:
- Argentina
- Corea del Sur
- Guam
- India
- Kosovo
- Paraguay
- Portugal
- Siberia
- Suiza

### Naciones ausentes
| - Alemania - Botsuana - Camboya - Dinamarca - Francia - Grecia - Guatemala - Haití - Indonesia - Irlanda - Islas Cook | - Lesoto - México - Namibia - Países Bajos - Panamá - República Dominicana - Sudáfrica - Taiwán - Ucrania - Venezuela |